# Graethemkapel

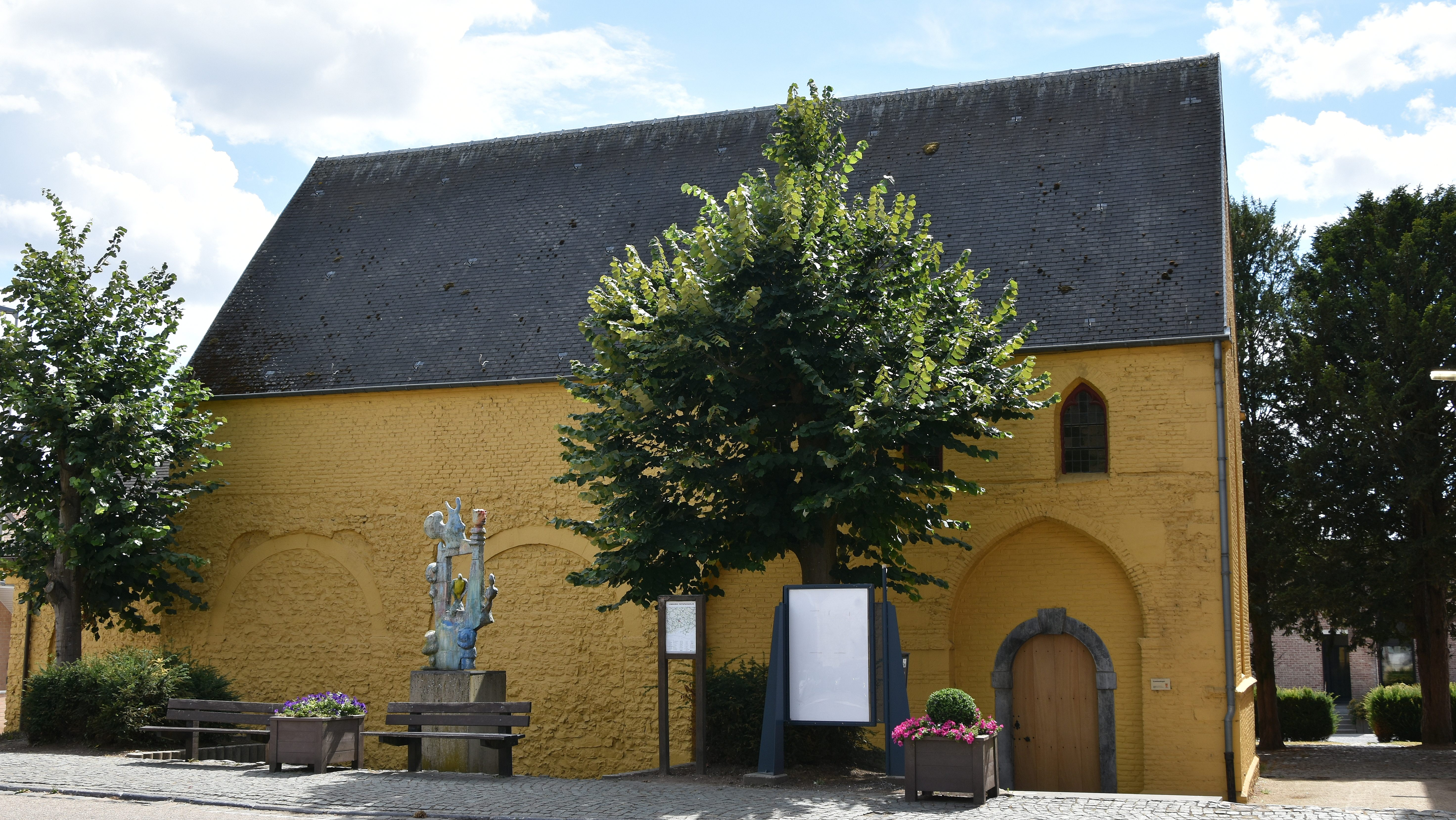
De Graethemkapel

De Graethemkapel is een kapel in de Belgische gemeente Borgloon. Anno 2025 is hier een gedeelte van het museum GRAAF ondergebracht. Een ander gedeelte bevindt zich in de vlakbijgelegen neogotische Rusthuis- en begijnhofkapel.
Lange tijd ging men er vanuit dat hier graaf Lodewijk I van Loon en zijn vrouw Agnes van Metz werden begraven, maar de skeletten in de Graethemkapel bleken niet van hen te zijn. Grafstenen die hun namen dragen zijn er wel. 

## Geschiedenis
Deze van oorsprong romaanse kapel werd in de 12e eeuw gesticht door de Johannieters, die hier een hospitaal hadden. Oorspronkelijk was het een kleine zaalkerk, uitgebreid begin 13e eeuw met een noordelijke zijbeuk. Omstreeks 1258 werd er op deze site ook een begijnhof gesticht. Ook de begijnen maakten van de kapel gebruik. Omstreeks 1300 werd de kapel vergroot in gotische stijl.
Omstreeks 1606 werden de zijbeuken afgebroken. Nadat de kapel in 1654 door de troepen van Karel IV van Lotharingen was verwoest, werd de koorapsis afgebroken en de triomfboog gedicht. De aldus ontstane nieuwe oostmuur werd met stucwerk versierd.
Van 1909-1912 werd in het verlengde van de oude kapel een neogotische kapel, de Rusthuis- en begijnhofkapel gebouwd naar ontwerp van Pierre Langerock.
Restauraties vonden plaats in 1912 en 1975. Enkele 18e- en 19e-eeuwse toevoegingen werden hierbij verwijderd. Ook in 1993 vonden werkzaamheden plaats, waarbij de buitenmuren geel gesausd werden.

## Galerij

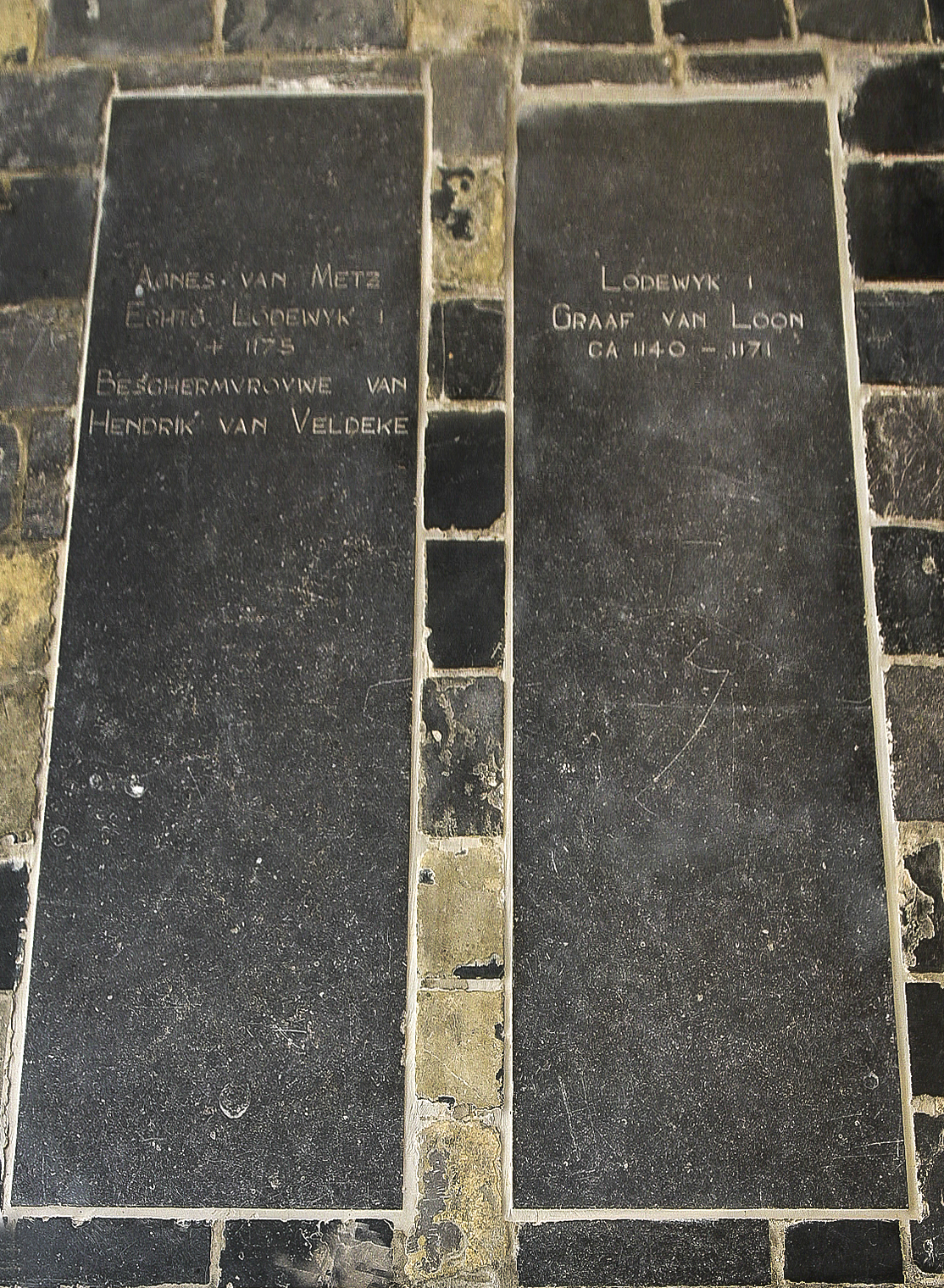
Onechte grafstenen van Lodewijk I van Loon en Agnes van Metz
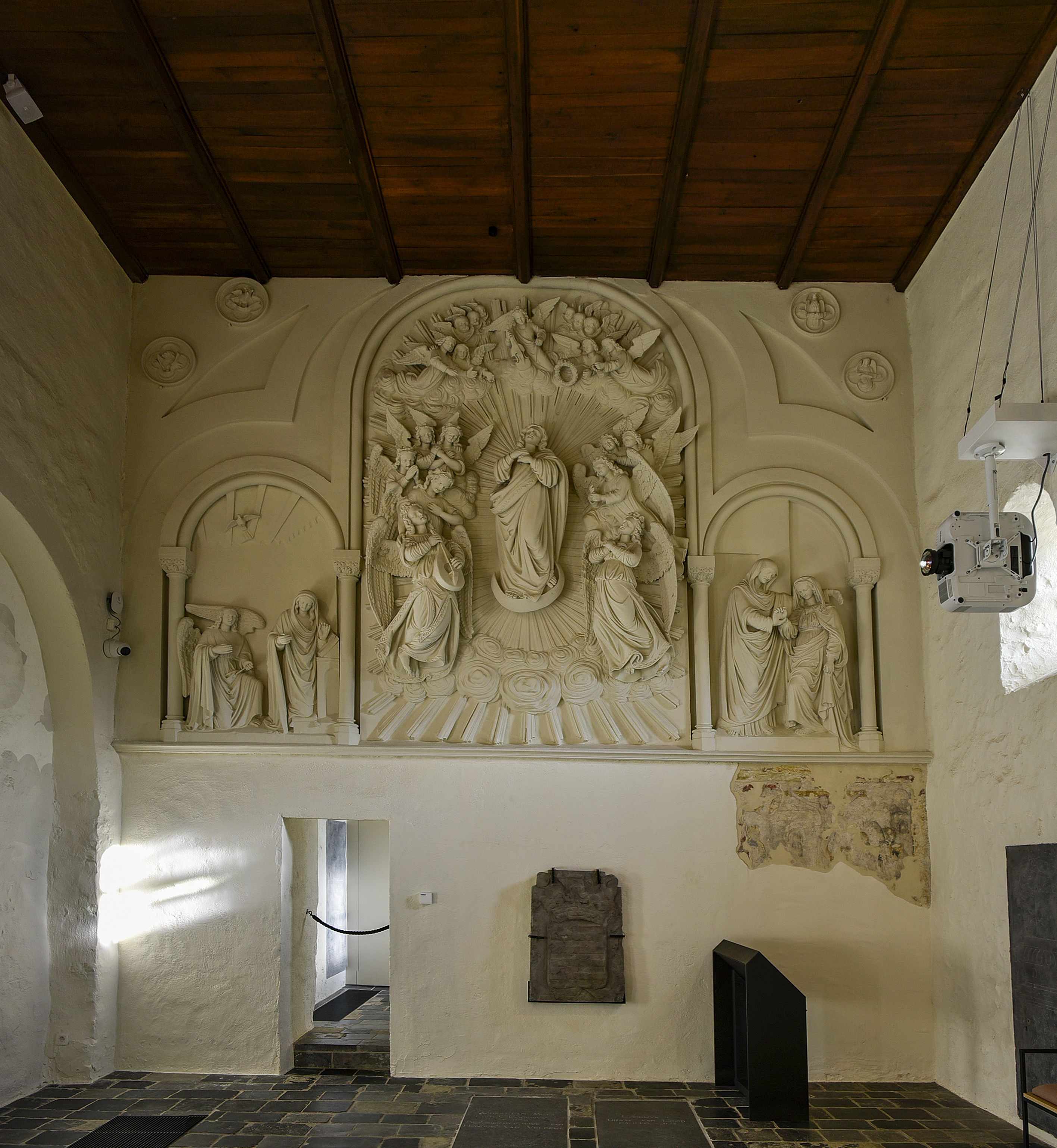
Stucwerk en muurschildering in de kapel
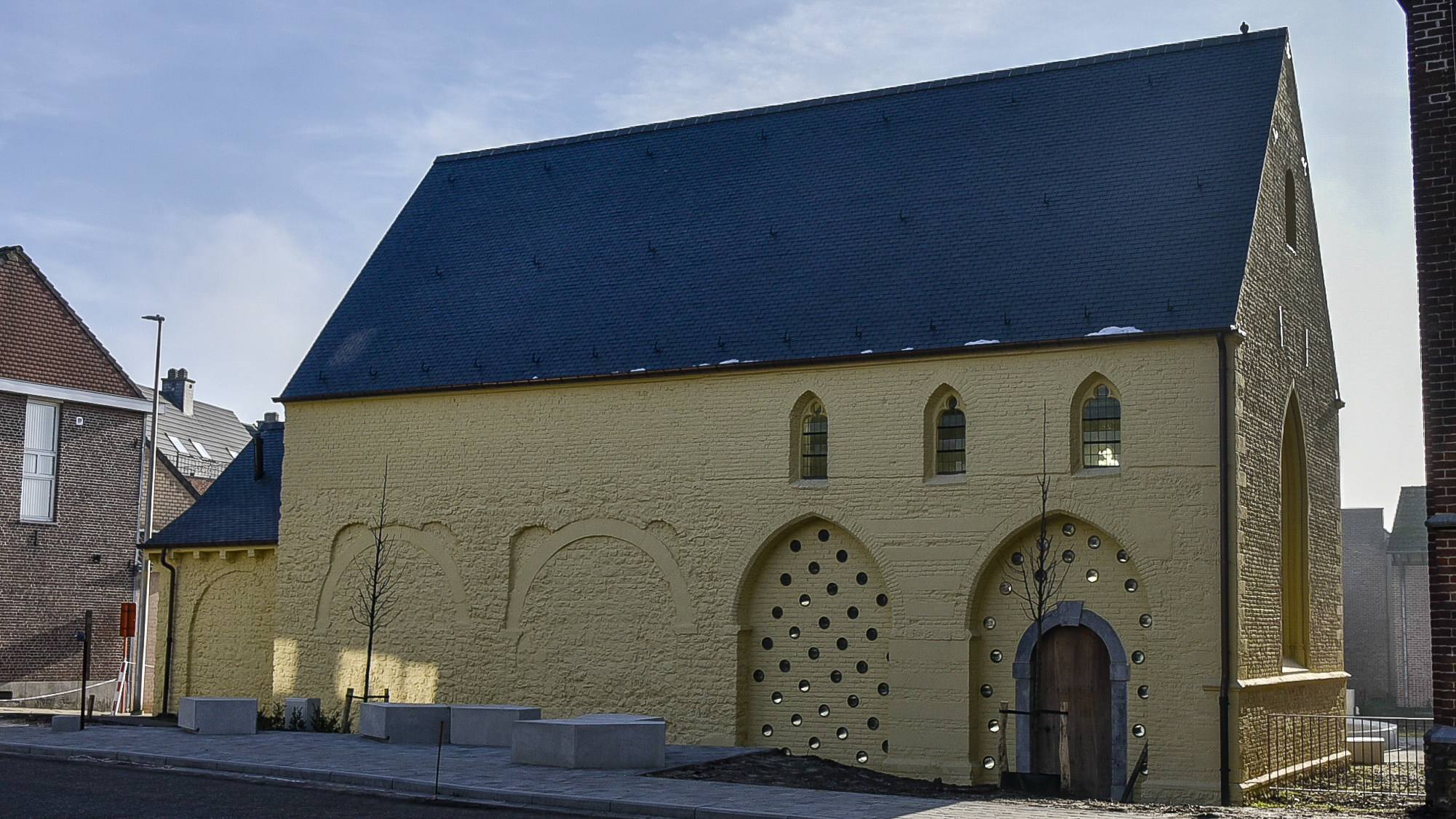
Graethemkapel in 2025